# Калерво Раухала
Калерво Юхані Раухала (фін. Kalervo Juhani Rauhala; нар. 19 жовтня 1930, Ілістаро, Південна Пог'янмаа — 21 вересня 2016, Сейняйокі, Південна Пог'янмаа) — фінський борець греко-римського стилю, бронзовий призер чемпіонату світу, срібний призер Олімпійських ігор.

## Життєпис
Його брат Вейко тренер з боротьби, що тренував свої синів, племінників Калерво — Юкку і Пекку. Юкка — бронзовий призер Олімпійських ігор 1984 року. Пекка — чотириразовий срібний призер чемпіонатів Європи, учасник чотирьох Олімпійських ігор.

## Спортивні результати на міжнародних змаганнях

### Виступи на Олімпіадах
| Змагання                    | Збірна    | Вагова категорія                 | Місце  |
| --------------------------- | --------- | -------------------------------- | ------ |
| Літні Олімпійські ігри 1952 | Фінляндія | греко-римська боротьба, до 79 кг | Срібло |

### Виступи на Чемпіонатах світу
| Змагання                        | Збірна    | Вагова категорія                 | Місце  |
| ------------------------------- | --------- | -------------------------------- | ------ |
| Чемпіонат світу з боротьби 1953 | Фінляндія | греко-римська боротьба, до 79 кг | Бронза |